# Asylansøger
En asylansøger (også kaldt en asylsøger eller en asylant) er en person, der søger beskyttelse (asyl) i et andet land end sit eget. Hvis ansøgningen imødekommes, betragtes man som flygtning. Hvis ansøgningen ikke imødekommes, må man forlade det land, man søger asyl i. Hvad angår ansylansøgere i den Europæiske Union, skal man søge asyl i det første medlemsland, man kommer til.
Folk søger blandt andet asyl pga. krig, politisk forfølgelse (politisk asyl), eller hvis de bliver forfulgt pga. race, religion, nationalitet eller medlemskab af visse sociale grupper.